# Újgradiska
Újgradiska (horvátul: Nova Gradiška) város és község Horvátországban, Bród-Szávamente megyében.

## Fekvése
Bródtól légvonalban 50, közúton 56 km-re nyugatra, Pozsegától légvonalban 24, közúton 31 km-re délnyugatra, Nyugat-Szlavóniában, a Novszkát Bróddal összekötő főút mentén fekszik. Közelében halad át az A3-as autópálya és itt halad át a Zágrábot Belgráddal összekötő vasútvonal is. A megye második legnagyobb városa.

## A község települései
A községhez Kovačevac, Nova Gradiška, Ljupina és Prvča települések tartoznak.

## Története
A város északnyugati határában emelkedő Slavča-hegy leleteinek tanúsága szerint területe már a kőkorszakban is lakott volt. Az első leleteket (főként cseréptöredékeket, kőszerszámokat) 1907-ben Gjuro Szabo találta meg ezen a helyen. A 20. század közepéig itt összegyűjtött nagy mennyiségű leletet a városi múzeumban őrzik. Ezek legnagyobb része a középső neolitikumi Sopot kultúrához, kisebb részük pedig a késő rézkori Kosztolác-kultúrához és a Vučedoli kultúrához tartozik. A Šumetlica-patak, mely ma is a Slavča-hegy alatt ered, fontos ivóvíz és élelemforrás volt az itt élők számára. A medréből kinyert kék agyag kiváló volt az edények készítéséhez. Mára a hegy tetejét már lepusztította az erózió és a szőlőművelés. A régészeti feltárások 1997-ben újraindultak és lényegében azóta is tartanak.
A város (melyet Horvátország legfiatalabb városának is szoktak nevezni) kialakulása a török határ közelségével és a határvédelemmel függ össze. Keletkezésének előzményeként a Száva bal partján álló Gradiska várát 1688-ban Bádeni Lajos szabadította fel a török uralom alól, de a térség csak 1691-ben szabadult fel végleg. Ekkor az itteni vár határvár lett, mivel a határt a Száva folyó képezte. A török ekkor a jobb parton egy modernebb erődöt épített ki, mely körül a későbbiekben egy nagyobb település fejlődött ki, melyet a kezdetekben Brebirnek, majd később Bosanska Gradiškának neveztek.
Ekkor Mária Terézia királynő úgy határozott, hogy megszilárdítja a déli határvonal védelmét és jelentős építkezésekbe kezdett. Lebontatta Gradiska régi várát és a helyére hét bástyával és egy négyzetes toronnyal erősített modern erődöt építettek. Az erőd felépülte után a Gradiskai gyalogezred székhelyeként katonai közigazgatási központ lett. 1748. május 1-jén Csernek határában megalapította Újgradiska városát azzal a céllal, hogy ide helyezi át a gradiskai határőrség jövőbeli parancsnokságát. Az újonnan alapított katonai település építését Phillip Lewin Beck ezredes ezredparancsnok vezette, aki először a templomot építtette fel, majd felépültek a parancsnok és helyettesének házai, valamint a helyőrség épületei étteremmel és vendéglővel. Ezután következett az utak és hidak, az iskola építése, majd a kézművesek és kereskedők telepítése. A város az akkori korszerű terveknek megfelelően nyílegyenes, párhuzamos, egymást derékszögben keresztező utcákkal épült. A központi, négyszögletes tér körül építették fel a templomokat, a középületeket és a fontosabb magánszemélyek házait. A város idővel egy új és modern településsé fejlődött. Ezután kezdték a régi, Száva parti Gradiskát Ógradiskának (horvátul: Stara Gradiška, németül: Alt Gradischka) hívni, míg az új város az Újgradiska (horvátul: Nova Gradiška, németül: Neu Gradischka) nevet kapta.
Az első katonai felmérés térképén „Neu Gradiska” néven található. Lipszky János 1808-ban Budán kiadott repertóriumában „Gradisska (Nova)” néven szerepel. 
Nagy Lajos 1829-ben kiadott művében „Uj Gradiska” néven 241 házzal, 911 katolikus és 689 ortodox vallású lakossal az oppidumok között találjuk.
Miután 1871-ben megszűnt a katonai közigazgatás, Újgradiskát Horvátországhoz, Pozsega vármegyéhez csatolták. 1881-ben a vármegye Újgradiskai járásának székhelye lett. 1888-ban megépült a várost Zágrábbal összekötő vasútvonal. A gazdasági, társadalmi és kulturális élet gyors fejlődése szinte egyik napról a másikra megváltoztatta a korábbi katonai központ jellegét. 1873-ban egy, abban az időben legkorszerűbb sörfőzde épült itt Dragutin Lobe tulajdonában. Több malom, fafeldolgozó üzem, téglagyár, bútorgyár, likőrüzem, gőzmalom, szeszgyár létesült. 1871-ben itt alakult meg Szlavónia első önkéntes tűzoltóegylete. Feléledt a horvát nemzeti mozgalom a németesítési és magyarosítási törekvésekkel szemben. 1874-ben megalapították a horvát olvasókört, 1886-ban a HPD „Graničar” egyesületet, 1906-ban pedig a „Hrvatski sokol” hazafias egyesületet és másokat. Az első nyomdát 1882-ben alapították és alig néhány nappal később megjelent az első helyi újság a „Gradiščanin” is. 1910-re megépültek az aszfaltozott járdák, 1913-ban pedig felavatták az utcai világítást, amivel Újgradiska a hatodik lett az utcai világítással rendelkező horvát városok sorában. Kialakították a városi parkokat, sétányokat, tereket. A város vezetői közül kiemelendő Ivo Kramarić, aki kisebb megszakításokkal 1907-től 1927-ig irányította a város fejlesztését.

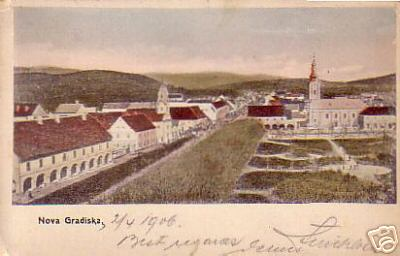
A város látképe 1906-ban.

1857-ben 1852, 1910-ben 4275 lakosa volt. Az 1910-es népszámlálás szerint lakosságának 65%-a horvát, 17%-a szerb, 5-5%-a német és magyar, 3%-a cseh anyanyelvű volt. Pozsega vármegye Újgradiskai járásának része volt. Az első világháború után 1918-ban az új szerb-horvát-szlovén állam, 1929-ben a Jugoszláv Királyság, majd 1945-ben Jugoszlávia része lett. A második világháború idején Újgradiska volt Livac-Zapolje nagymegye székhelye, melyhez Pozsega, Daruvár, Novszka, Pakrác, Kostajnica és Prijedor is tartoztak. A háború utáni szocialista-kommunista Jugoszláviában a város fejlesztése elsősorban a természeti erőforrásokra támaszkodott, különös tekintettel a fa-, élelmiszer-, textil-, fém- és bőripar fejlesztésére. Számos nagyüzem létesült. A gyárak építése és a több ezer munkahely megteremtése elősegítette a dolgozók áttelepülését a közeli falvakból a városba. A város gyorsan terjeszkedett, ekkor épültek az Urije-lakótelep szocrealisztikus lakóházai.
A település 1991-től a független Horvátországhoz tartozik. 1991-ben lakosságának 72%-a horvát, 16%-a szerb, 6%-a jugoszláv nemzetiségű volt. A délszláv háború során a település 1991 szeptemberétől 1992. január 3-ig naponta szenvedett a szerb csapatok támadásaitól. Ennek során szinte minden épületet, templomot, iskolát, óvodát, kórházat, több ezer családi házat és lakást romboltak le, vagy értek súlyos károk. A harcokban országszerte 250 újgradiškai és környékbeli horvát katona adta életét, a város körüli harcokban pedig 107, Horvátország más részeiről származó katona esett el. 1995. május 1-jén és 2-án a „Bljesak” hadművelet során egész Nyugat-Szlavóniát visszafoglalta a horvát hadsereg. A szerb lakosság legnagyobb része elmenekült. A Száva ógradiskai hídján alig két nap alatt a térség szerbek lakta településeiről több mint 18 ezer szerb özönlött át a bosnyák oldalra. A háború után a város számos háborús következménnyel szembesült a károk helyreállításától a gyárak bezárásáig, amelyek nagy munkanélküliséget okoztak. Az utóbbi években fontos gazdasági projektet indítottak el. Ipari parkot létesítettek, melynek célja a hazai és külföldi befektetések idehozatala. 2011-ben a városnak 11821, a községnek összesen 14229 lakosa volt.

## Lakossága
| Lakosság változása | Lakosság változása | Lakosság változása | Lakosság változása | Lakosság változása | Lakosság változása | Lakosság változása | Lakosság változása | Lakosság változása | Lakosság változása | Lakosság változása | Lakosság változása | Lakosság változása | Lakosság változása | Lakosság változása | Lakosság változása |
| ------------------ | ------------------ | ------------------ | ------------------ | ------------------ | ------------------ | ------------------ | ------------------ | ------------------ | ------------------ | ------------------ | ------------------ | ------------------ | ------------------ | ------------------ | ------------------ |
| 1857               | 1869               | 1880               | 1890               | 1900               | 1910               | 1921               | 1931               | 1948               | 1953               | 1961               | 1971               | 1981               | 1991               | 2001               | 2011               |
| 1.852              | 2.529              | 3.000              | 3.045              | 3.592              | 4.275              | 4.279              | 4.905              | 6.340              | 7.548              | 9.229              | 11.580             | 13.293             | 14.044             | 13.264             | 11.821             |

## Gazdaság
A városban jelentős a fa-, textil-, élelmiszer- és fémipar, de rajtuk kívül számos magánvállalkozás is jelen van a városban. A helyi gazdaság teljesítményének növelése érdekében nemrég ipari park létesült.

## Nevezetességei

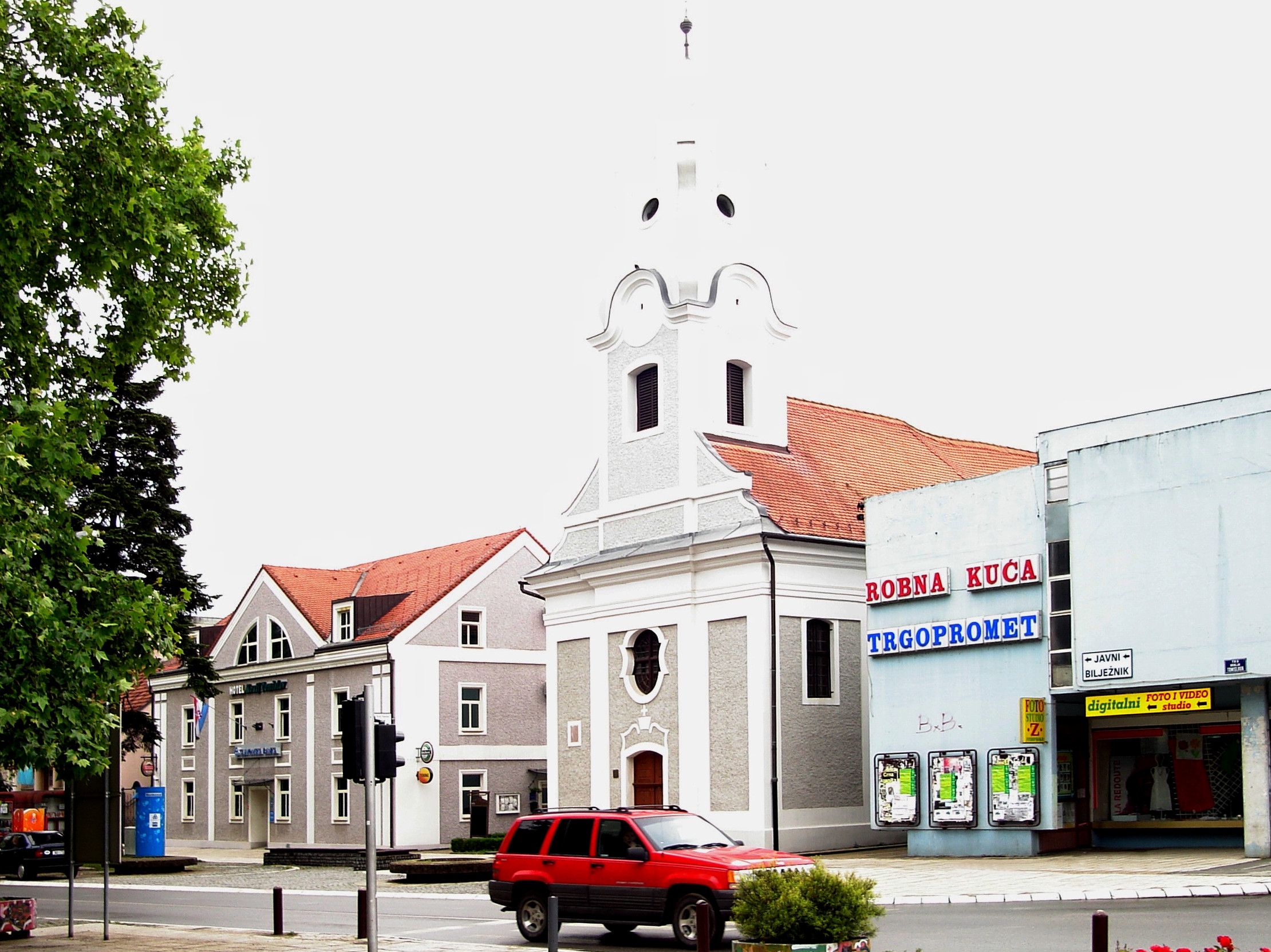
A Szent Teréz templom

Ávilai Szent Teréz tiszteletére szentelt római katolikus temploma a város szimbóluma és városképi jelentőségű épülete. A templomot 1756 és 1759 között építették barokk stílusban, titulusát Mária Terézia tiszteletére kapta, akinek rendeletére építése elkezdődött. 1760-ig a cserneki ferences plébánia filiája volt, amikor megalapították a helyi plébániát és plébániatemplom lett. Egyhajós épület, melynek különlegessége a jellegzetes harangtorony. A torony felső része a toronysisak helyén álló négyélű kő monolit, melyet a Novszka és Okucsány közötti Borovac lerombolt bencés kolostorától szállítottak ide. Az akkori zágrábi püspök Thauszy a templomnak kelyhet, cibóriumot, miseruhát és néhány liturgikus tárgyat adott át Mária Terézia ajándékaként. A délszláv háború idején a templomot szerb gránáttalálatok érték és súlyosan megsérült. A háború után helyreállították.
A városban egykor két pravoszláv templom állt. A Szentháromság templom a központban a főtéren volt. 1755-ben egy kisebb fakápolna állt a helyén, melyre 1773-ban építettek tornyot. A falazott templom 1824-ben épült. 1941. július 7-én az usztasák felgyújtották, majd 24-én ógradiskáról hozott foglyokkal leromboltatták. 1981-ben a városközpontban új, nagy méretű pravoszláv templom épült. Ezt a délszláv háború elején dinamittal robbantották fel. Helyére a városi hatóságok rendeletére virágokat ültettek, hogy létezésének még az emlékét is eltöröljék. A templom harangját a városi múzeumban őrzik. A temetőben 1992-ig állt a Szent Miklós pravoszláv filiális templom. Ezt 1818-ban építették, 1866-ban pedig megújították. A délszláv háború idején aknákkal lerombolták. Mára csak bozóttal benőtt romjai maradtak.

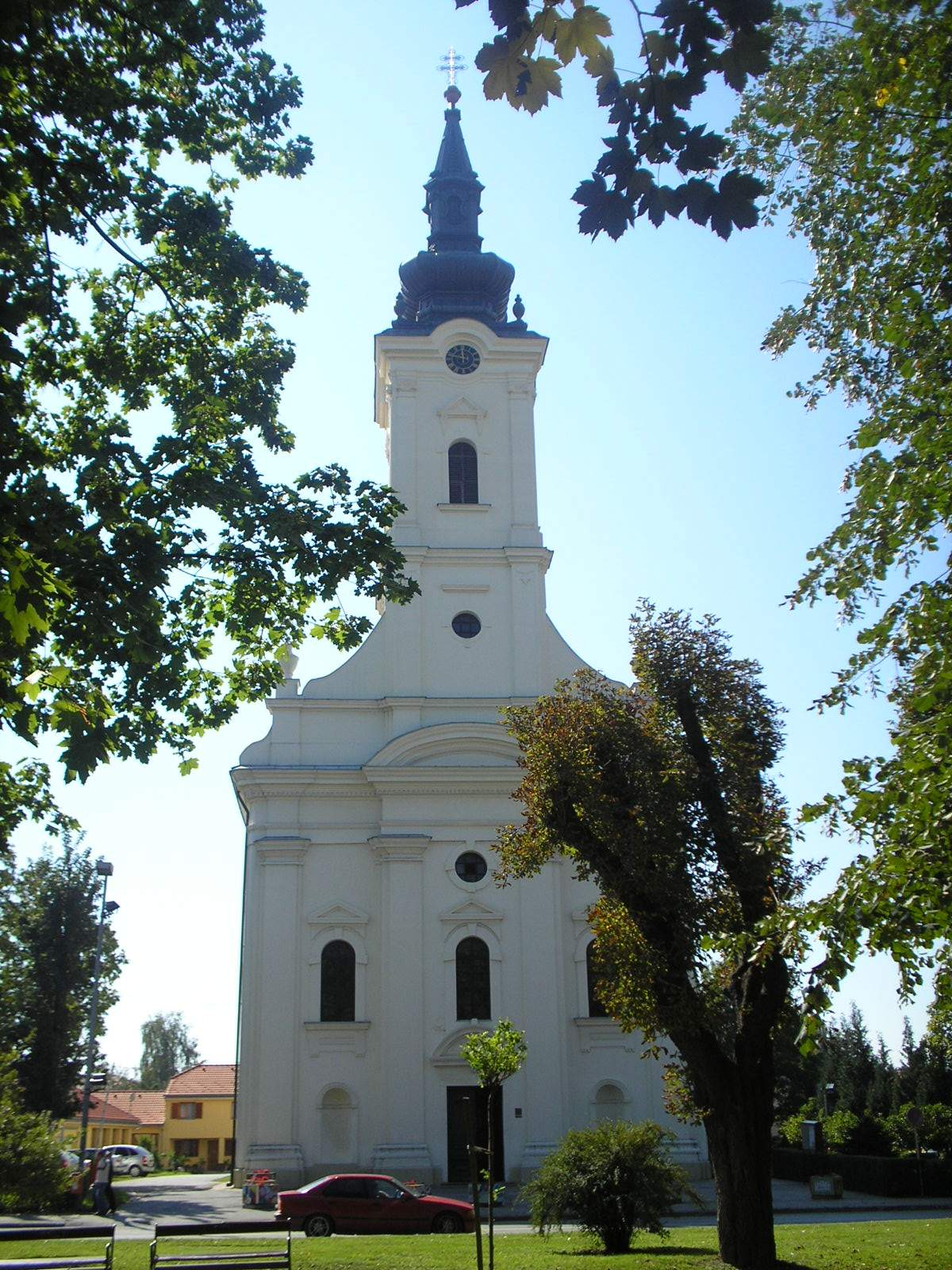
A Szeplőtelen Fogantatás plébániatemplom

Szűz Mária Szeplőtelen Fogantatása tiszteletére szentelt római katolikus plébániatemploma 1811 és 1828 között épült későbarokk-klasszicista stílusban. Az építés azonban pénz hiányában kezdetben nehezen haladt. 1819-ben a városba látogató Ferenc császár is megtekintette az épülő templomot és 14 ezer forintot adományozott a befejezésre. Így is még majdnem tíz évig tartott, mire az építés befejeződött. Ide hozták át az akkor lebontásra ítélt Szent Teréz templom értékes berendezését. A templomot 1828-ban Szent István magyar király tiszteletére szentelték fel és egészen 1982-ig ez volt a titulusa. 1841-ben egy tűzvész a templomot megrongálta, de a károkat 1844-ben helyreállították. A délszláv háború során 1991 szeptemberétől 1992. január 3-ig a templom is súlyos károkat szenvedett a szerb csapatok támadásaitól. A helyreállítás 1998-ban fejeződött be. A templom egész Szlavónia egyik legszebb klasszicista épülete. Hosszúsága 40, szélessége 15 méter, a homlokzat felett emelkedő harangtorony magassága 56 méter. A tetőszerkezet egyetlen, 19 méter hosszúságú tölgyfagerendára támaszkodik. Három, historizáló stílusú oltára van. A főoltár Szent István király tiszteletére volt szentelve, de amikor a templom titulusát 1982-ben megváltoztatták, a Szent István koronázását ábrázoló dombormű helyére a Szűzanya szobrát állították. Értékes falfestményei a szentélyben Krisztus születését, a Szentháromságot, az ablakok feletti medalionokban a négy evangélistát, a kórus falán Szent Cecíliát, Dávid királyt és az angyalokat ábrázolják. Valamennyi a híres horvát festőművész Celestin Medović alkotása 1900-ból.
A gimnázium épülete 1894 és 1896 között épült a neves lipcsei építésziroda Ludwig és Hulsner tervei szerint. A horvát közélet és kulturális élet számos kiváló személyisége tanult itt: Miro Gavran, Ivo Štivičić, Tito Bilopavlović, Kazimir Klarić, Ivan Slišurić, Željko Kneževeć, Ferdinand Kulmer, Tomislav Petranović, Marijan Bušić és mások.
A városi múzeum és a bíróság épülete a 18. század második felében épült. A múzeum épülete egy téglalap alakú tér nyugati oldalán áll. A katonai igazgatás idején, a 18. század közepén épített egyik legrégebbi épület. A monumentális kialakítású, a csehsüvegboltozattal ellátott, reprezentatív árkádos tornáccal kialakított része a tér felé néz. A barokk építészet egyedülálló példája. Az egyemeletes ház négyszög alakú, az épület északnyugati sarkában egy rövid oldalszárnnyal. A homlokzat tér felé eső emeleti részét kilenc ablaktengely tagolja. Az épület magas késő barokk tetővel rendelkezik

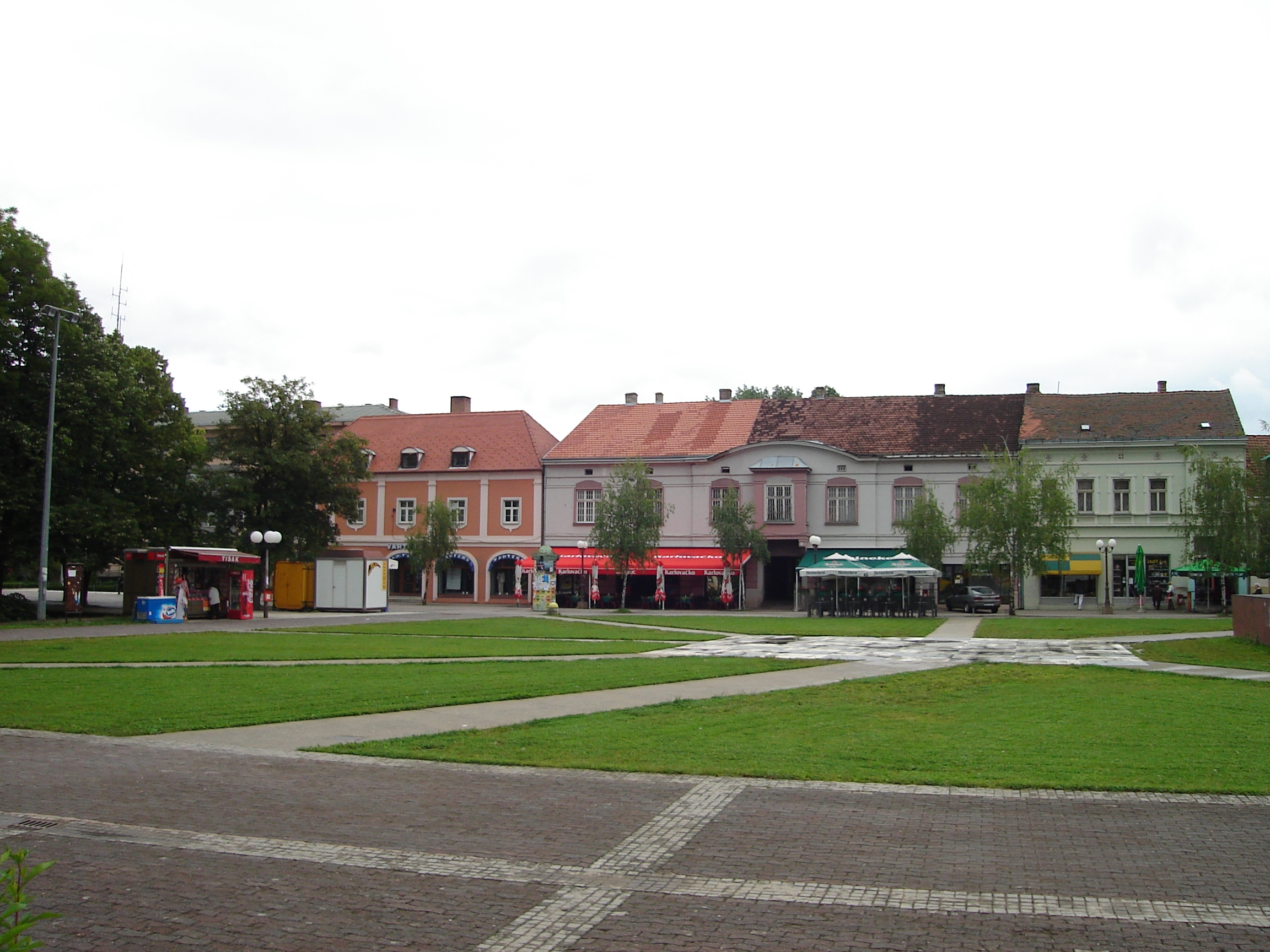
A város főtere

A városi parkot a francia parkokhoz hasonló négyzethálós kialakításban, 20. század eleji angol parkok díszítéseinek felhasználásával alakították ki, mely a mai napig is fennmaradt. A park északi részén található Három grácia szökőkút Vinko Fabris alkotása 1978-ból.
A Bauer nyomda és könyvesbolt szecessziós épülete 1909-ben a neves építész R. Lubynski tervei szerint épült. A város első nyomdáját Mavro Bauer alapította 1882-ben, majd 1910-ben a város központjában ebben az épületben nyílt meg könyvesboltja is. Fiai 1941-ig folytatták üzleti tevékenységeiket a nyomdában. Ma a város idegenforgalmi hivatala található benne.
A Páva szecessziós saroképülete 1880-ban épült a Gajeva utcában. Ezt az épületet 1913-ban egy gazdag kereskedő Veco Paunović vásárolta meg, és tetejének sarkára egy bádogból készített, természetes nagyságú gyönyörű pávát helyeztetett. Ezért az épületet általában csak Pávának hívták és a város egyik jelképévé vált.
A Horvát Erdőfelügyelőség Štrosmajer utcában álló szecessziós épülete 1913-ban épült.
Az elesett horvát hősök emlékműve egy gránitból faragott sebesült harcost ábrázol, mely Stanko Jančić alkotása. Építészeti részét Zvonimir Krznarić tervezte. Az emlékmű gránitfalába 357 horvát hős nevét vésték, akik a horvát állam megalakulásának áldozták életüket.
Védett műemlék a Lobe családnak a városi temető keleti részén álló síremléke. Dragutin Lobe (1833-1924), egy újvidéki prominens vállalkozó volt, családja sörgyártással foglalkozott. Az emlékművet fia, Miroslav Lobe építtette anyja Paulina Lobe halála után 1918-ban. A családi sír fehér márványból készült. A sírt kőkerítés veszi körül, hátul pedig félkör alakú fülke díszíti. A félkör alakú fülkében egy bronz allegorikus szobor látható, mely egy ülő helyzetben lévő lányt ábrázol. A lány allegorikus alakja gazdagon díszített drapériába öltözött, jobb kezével vázára támaszkodik, bal kezében virágokat tart. A síremlék Ivan Rendić (1849-1832) akadémiai szobrászművész munkája, síremlékeinek és allegorikus szobrainak opusához tartozik, amelyek jelentős részt képviselnek művészetében.

## Kultúra
A városi múzeum működését a Špišić család 1951-ben odaajándékozott fegyvergyűjteménye alapozta meg. 1993-ban egy különösen értékes ajándékot kapott a Dienes családtól, amely a múzeum gyűjteményét történelmi kincsekkel és a város múltjának feltárására alkalmas, értékes tárgyakkal gazdagította. A régészeti, kulturális, néprajzi osztályok és a galéria számos, az őskorhoz, a történelemhez, a kultúrához és a művészetekhez, valamint Újgradiska városának és a Nyugat-Szlavónia tágabb térségének hagyományos életéhez és örökségéhez kapcsolódó tárgyat őriznek. A gyűjtemény kiemelkedő darabja az ún. „Slavčai Vénusz”, egy az i. e. 5. évezredből származó idol. A Sopot-kultúra Brezovljani típusához tartozó kultikus szobor, melyet a közeli Slavča-hegyen találtak.
A városi könyvtár tevékenysége hármas célt valósít meg. A felnőtt kölcsönző osztály a könyvtári ellátással, az állomány feldolgozásával és védelmével foglalkozik. A tanulmányi osztály az olvasóteremmel és a helytörténeti gyűjteménnyel elsősorban a kutatókat és a tanulókat látja el a tudományos munkákhoz és a tanuláshoz szükséges anyagokkal.
A gyermek és ifjúsági osztály a multimédiás sarokkal a gyermekek igényeit szolgálja ki.
A könyvtár ösztönzi felhasználói általános oktatását, a szakmai és tudományos munkát, és különösen azt szorgalmazza, hogy a lakosság minden rétege igényelje a különféle könyvtári szolgáltatásokat.
A Matija Antun Relković kultúrház a kulturális egyesületek által szervezett különféle kulturális események, színházi előadások otthona.

## Oktatás
- „Radost” ódova
- „Maslačak” óvoda
- „Mato Lovrak” elemi iskola
- „Ljudevit Gaj” elemi iskola
- Városi gimnázium
- Elektrotehnikai és Gazdasági szakközépiskola
- Ipari-szakképző iskola
- Az eszéki J. J. Strossmayer orvostudományi egyetem ápolási tanszéke

## Sport
- NK „Sloga” Nova Gradiška
- „Slavonka” női kézilabdaklub
- „Nova Gradiška” férfi kézilabdaklub
- „Vukovi” taekwondo klub
- „Nova Gradiška” karateklub
- „Strmac” Nova Gradiška kosárlabdaklub (2. liga keleti csoport)
- „Nova Gradiška” női röplabdaklub
- „Urije Nova Gradiška” városi kispályás labdarúgóklub
- „Strmac” Nova Gradiška asztaliteniszklub

## Híres emberek
Itt született 1847. február 4-én Josip Pliverić horvát jogász, politikus, egyetemi tanár, a Zágrábi Egyetem rektora, a modern horvátországi alkotmányjog kidolgozója.